# Centro Culture Contemporanee Corte dei Miracoli
Il Centro Culture Contemporanee Corte dei Miracoli è un ex padiglione al cui interno, oltre ad altre attività, è stato ricavato anche un teatro di Siena.

## Descrizione
Spazio teatrale non convenzionale, ricavato in uno dei padiglioni dell'ex Ospedale Psichiatrico San Niccolò, è gestito dalla Corte dei Miracoli, un'associazione non profit, di promozione sociale e culturale, che opera sul territorio di Siena e provincia in campo artistico, culturale e sociale.
Si tratta di una struttura complessa e articolata che racchiude al suo interno tre aree di azione: in campo sociale (Rete di Solidarietà, Ambulatorio per Migranti, Progetto Periferie Sicure, Corsi di italiano per migranti…), nella formazione, attraverso il Centro Studi Educazione non Formale e una serie di corsi annuali che spaziano dalle discipline sportive, ai linguaggi artistici della danza, del teatro o della pittura; nell'ambito culturale, come luogo di incontro e sperimentazione dei linguaggi artistici attraverso rassegne musicali e teatrali, workshop e seminari.
L'associazione organizza annualmente una rassegna teatrale del progetto Libero Circuito- rete indipendente di Teatri e un cartellone di eventi musicali con l'obiettivo di dare spazio ai gruppi emergenti del panorama musicale.
Nei locali della corte dei Miracoli convivono diverse associazioni che tengono corsi e laboratori di danza, teatro, discipline orientali, judo, pittura, fotografia e alcune attività specifiche per bambini. Durante il periodo estivo i cortili dell'associazione sono attrezzati come spazio per spettacoli musicali, di danza e di teatro. Accanto alle attività ordinarie, va annoverato il Festival di teatro e danza FinoallaFinedelMondo, metà settembre, che coinvolge gli spazi e le strutture cittadine con performance, incontri e laboratori.